# Mycosphaerella parkiiaffinis
Mycosphaerella parkiiaffinis är en svampart som beskrevs av Crous & M.J. Wingf. 2007. Mycosphaerella parkiiaffinis ingår i släktet Mycosphaerella och familjen Mycosphaerellaceae.   Inga underarter finns listade i Catalogue of Life.